# هایاتو ساساکی
هایاتو ساساکی (انگلیسی: Hayato Sasaki؛ زادهٔ ۲۹ نوامبر ۱۹۸۲) بازیکن فوتبال اهل ژاپن است.
از باشگاه‌هایی که در آن بازی کرده‌است می‌توان به باشگاه فوتبال گامبا اوساکا اشاره کرد.